# Lampertia
Lampertia is een monotypisch geslacht van spinnen uit de  familie van de Thomisidae (krabspinnen).

## Soort
- Lampertia pulchra Strand, 1907